# Copa América 1989
Navigation
Argentine 1987 Chili 1991
La Copa América 1989 est un tournoi de football qui s'est déroulé au Brésil du 1er au 16 juillet 1989.
Les pays participants sont l'Argentine, la Bolivie, le Brésil, le Chili, la Colombie, l'Équateur, le Paraguay, le Pérou, l'Uruguay et le Venezuela.
Pour cette édition 1989, c'est une formule championnat en deux phases qui est choisie :
- Deux poules de 5 au premier tour, les deux premiers de chaque groupe sont qualifiés pour le dernier carré.
- Une poule finale de 4 au second tour.

Le Brésil est sacré champion pour la quatrième fois en remportant ses trois matchs de poule finale. À noter que le tout dernier match, face à l'Uruguay, fait office de véritable finale (comme en Coupe du monde 1950), car les deux équipes, seules encore en lice pour le titre, se présentent au coup d'envoi à égalité de points et de buts. 

## Premier tour

### Groupe A
| Classement final |           |     |   |   |   |   |    |    |      |
|                  | Équipe    | Pts | J | G | N | P | BP | BC | Diff |
| 1                | Paraguay  | 6   | 4 | 3 | 0 | 1 | 9  | 4  | +5   |
| 2                | Brésil    | 6   | 4 | 2 | 2 | 0 | 5  | 1  | +4   |
| 3                | Colombie  | 4   | 4 | 1 | 2 | 1 | 5  | 4  | +1   |
| 4                | Pérou     | 3   | 4 | 0 | 3 | 1 | 4  | 7  | -3   |
| 5                | Venezuela | 1   | 4 | 0 | 1 | 3 | 4  | 11 | -7   |

| 1er juillet | Paraguay | 5 | 2 | Pérou     |
| 1er juillet | Brésil   | 3 | 1 | Venezuela |
| 3 juillet   | Colombie | 4 | 2 | Venezuela |
| 3 juillet   | Brésil   | 0 | 0 | Pérou     |
| 5 juillet   | Pérou    | 1 | 1 | Venezuela |
| 5 juillet   | Paraguay | 1 | 0 | Colombie  |
| 7 juillet   | Paraguay | 3 | 0 | Venezuela |
| 7 juillet   | Brésil   | 0 | 0 | Colombie  |
| 9 juillet   | Colombie | 1 | 1 | Pérou     |
| 9 juillet   | Brésil   | 2 | 0 | Paraguay  |

| 1er juillet 1989 | Paraguay                                                        | 5 – 2   | Pérou                    | Fonte Nova (Salvador)                               |                                                     |
|                  | Cañete 38e, 84e · Neffa 41e · Mendoza 51e · Del Solar 75e (csc) | (2 - 1) | Hirano 30e · Reynoso 80e | Spectateurs : 5 000 Arbitrage : Juan Carlos Loustau | Spectateurs : 5 000 Arbitrage : Juan Carlos Loustau |

| 1er juillet 1989 | Brésil                                              | 3 – 1   | Venezuela     | Fonte Nova (Salvador)                                   |                                                         |
|                  | Bebeto 2e · Geovani Silva 36e (pen.) · Baltazar 57e | (2 - 0) | Maldonado 63e | Spectateurs : 35 000 Arbitrage : Juan Daniel Cardellino | Spectateurs : 35 000 Arbitrage : Juan Daniel Cardellino |

| 3 juillet 1989 | Colombie                                             | 4 – 2   | Venezuela          | Fonte Nova (Salvador)                                  |                                                        |
|                | Higuita 36e (pen.) · Iguarán 46e, 75e · De Ávila 71e | (1 - 0) | Maldonado 73e, 88e | Spectateurs : 4 000 Arbitrage : Rodolfo Martínez Mejía | Spectateurs : 4 000 Arbitrage : Rodolfo Martínez Mejía |

| 3 juillet 1989 | Brésil | 0 – 0   | Pérou        | Fonte Nova (Salvador)                             |                                                   |
|                |        | (0 - 0) | Purizaga 84e | Spectateurs : 8 200 Arbitrage : Hernán Silva Arce | Spectateurs : 8 200 Arbitrage : Hernán Silva Arce |

| 5 juillet 1989 | Pérou       | 1 – 1   | Venezuela     | Fonte Nova (Salvador)                         |                                               |
|                | Navarro 30e | (1 - 1) | Maldonado 29e | Spectateurs : 1 500 Arbitrage : Vincent Mauro | Spectateurs : 1 500 Arbitrage : Vincent Mauro |

| 5 juillet 1989 | Paraguay    | 1 – 0   | Colombie | Fonte Nova (Salvador)                        |                                              |
|                | Mendoza 51e | (0 - 0) |          | Spectateurs : 1 500 Arbitrage : Oscar Ortubé | Spectateurs : 1 500 Arbitrage : Oscar Ortubé |

| 7 juillet 1989 | Paraguay                      | 3 – 0   | Venezuela | Fonte Nova (Salvador)                                  |                                                        |
|                | Neffa 41e · Ferreira 50e, 73e | (1 - 0) |           | Spectateurs : 3 000 Arbitrage : Rodolfo Martínez Mejía | Spectateurs : 3 000 Arbitrage : Rodolfo Martínez Mejía |

| 7 juillet 1989 | Brésil | 0 – 0   | Colombie | Fonte Nova (Salvador)                                 |                                                       |
|                |        | (0 - 0) |          | Spectateurs : 9 100 Arbitrage : Elías Jácome Guerrero | Spectateurs : 9 100 Arbitrage : Elías Jácome Guerrero |

| 9 juillet 1989 | Colombie    | 1 – 1   | Pérou      | Estádio do Arruda (Recife)                           |                                                      |
|                | Iguarán 32e | (1 - 1) | Hirano 43e | Spectateurs : 60 000 Arbitrage : Juan Carlos Loustau | Spectateurs : 60 000 Arbitrage : Juan Carlos Loustau |

| 9 juillet 1989 | Brésil          | 2 – 0   | Paraguay | Estádio do Arruda (Recife)                     |                                                |
|                | Bebeto 47e, 82e | (0 - 0) |          | Spectateurs : 76 800 Arbitrage : Vincent Mauro | Spectateurs : 76 800 Arbitrage : Vincent Mauro |

### Groupe B
| Classement final |           |     |   |   |   |   |    |    |      |
|                  | Équipe    | Pts | J | G | N | P | BP | BC | Diff |
| 1                | Argentine | 6   | 4 | 2 | 2 | 0 | 2  | 0  | +2   |
| 2                | Uruguay   | 4   | 4 | 2 | 0 | 2 | 6  | 2  | +4   |
| 3                | Chili     | 4   | 4 | 2 | 0 | 2 | 7  | 5  | +2   |
| 4                | Équateur  | 4   | 4 | 1 | 2 | 1 | 2  | 2  | 0    |
| 5                | Bolivie   | 2   | 4 | 0 | 2 | 2 | 0  | 8  | -8   |

| 2 juillet  | Équateur  | 1 | 0 | Uruguay  |
| 2 juillet  | Argentine | 1 | 0 | Chili    |
| 4 juillet  | Uruguay   | 3 | 0 | Bolivie  |
| 4 juillet  | Argentine | 0 | 0 | Équateur |
| 6 juillet  | Équateur  | 0 | 0 | Bolivie  |
| 6 juillet  | Uruguay   | 3 | 0 | Chili    |
| 8 juillet  | Chili     | 5 | 0 | Bolivie  |
| 8 juillet  | Argentine | 1 | 0 | Uruguay  |
| 10 juillet | Chili     | 2 | 1 | Équateur |
| 10 juillet | Argentine | 0 | 0 | Bolivie  |

| 2 juillet 1989 | Équateur    | 1 – 0   | Uruguay | Serra-Dourada (Goiânia)                        |                                                |
|                | Benítez 88e | (0 - 0) |         | Spectateurs : 19 000 Arbitrage : Carlos Maciel | Spectateurs : 19 000 Arbitrage : Carlos Maciel |

| 2 juillet 1989 | Argentine    | 1 – 0   | Chili | Serra-Dourada (Goiânia)                               |                                                       |
|                | Caniggia 55e | (0 - 0) |       | Spectateurs : 40 000 Arbitrage : Arnaldo Cézar Coelho | Spectateurs : 40 000 Arbitrage : Arnaldo Cézar Coelho |

| 4 juillet 1989 | Uruguay                                       | 3 – 0   | Bolivie  | Serra-Dourada (Goiânia)                              |                                                      |
|                | Ostolaza 30e, 60e · Sosa 33e · Bengoechea 13e | (2 - 0) | Roca 26e | Spectateurs : 8 000 Arbitrage : Arnaldo Cézar Coelho | Spectateurs : 8 000 Arbitrage : Arnaldo Cézar Coelho |

| 4 juillet 1989 | Argentine         | 0 – 0   | Équateur    | Serra-Dourada (Goiânia)                       |                                               |
|                | Alfaro Moreno 89e | (0 - 0) | Capurro 72e | Spectateurs : 12 000 Arbitrage : José Ramírez | Spectateurs : 12 000 Arbitrage : José Ramírez |

| 6 juillet 1989 | Équateur | 0 – 0   | Bolivie | Serra-Dourada (Goiânia)                            |                                                    |
|                |          | (0 - 0) |         | Spectateurs : 3 000 Arbitrage : Jesús Díaz Palacio | Spectateurs : 3 000 Arbitrage : Jesús Díaz Palacio |

| 6 juillet 1989 | Uruguay                                    | 3 – 0   | Chili         | Serra-Dourada (Goiânia)                      |                                              |
|                | Sosa 44e · Alzamendi 73e · Francescoli 78e | (1 - 0) | Contreras 26e | Spectateurs : 3 000 Arbitrage : José Ramírez | Spectateurs : 3 000 Arbitrage : José Ramírez |

| 8 juillet 1989 | Chili                                                                 | 5 – 0   | Bolivie | Serra-Dourada (Goiânia)                              |                                                      |
|                | Olmos 9e · Ramírez 10e · Astengo 55e · Pizarro 68e (pen.) · Reyes 85e | (2 - 0) |         | Spectateurs : 3 000 Arbitrage : Arnaldo Cézar Coelho | Spectateurs : 3 000 Arbitrage : Arnaldo Cézar Coelho |

| 8 juillet 1989 | Argentine                  | 1 – 0   | Uruguay | Serra-Dourada (Goiânia)                             |                                                     |
|                | Caniggia 69e · Ruggeri 17e | (0 - 0) |         | Spectateurs : 18 000 Arbitrage : Jesús Díaz Palacio | Spectateurs : 18 000 Arbitrage : Jesús Díaz Palacio |

| 10 juillet 1989 | Chili                    | 2 – 1   | Équateur   | Serra-Dourada (Goiânia)                       |                                               |
|                 | Olmos 44e · Letelier 88e | (1 - 0) | Avilés 89e | Spectateurs : 2 000 Arbitrage : Carlos Maciel | Spectateurs : 2 000 Arbitrage : Carlos Maciel |

| 10 juillet 1989 | Argentine | 0 – 0   | Bolivie | Serra-Dourada (Goiânia)                          |                                                  |
|                 |           | (0 - 0) |         | Spectateurs : 5 000 Arbitrage : Nelson Rodríguez | Spectateurs : 5 000 Arbitrage : Nelson Rodríguez |

## Poule finale
| Classement final |           |     |   |   |   |   |    |    |      |
|                  | Équipe    | Pts | J | G | N | P | BP | BC | Diff |
| 1                | Brésil    | 6   | 3 | 3 | 0 | 0 | 6  | 0  | +6   |
| 2                | Uruguay   | 4   | 3 | 2 | 0 | 1 | 5  | 1  | +4   |
| 3                | Argentine | 1   | 3 | 0 | 1 | 2 | 0  | 4  | -4   |
| 4                | Paraguay  | 1   | 3 | 0 | 1 | 2 | 0  | 6  | -6   |

| 12 juillet | Uruguay   | 3 | 0 | Paraguay  |
| 12 juillet | Brésil    | 2 | 0 | Argentine |
| 14 juillet | Uruguay   | 2 | 0 | Argentine |
| 14 juillet | Brésil    | 3 | 0 | Paraguay  |
| 16 juillet | Argentine | 0 | 0 | Paraguay  |
| 16 juillet | Brésil    | 1 | 0 | Uruguay   |

| 12 juillet 1989 | Uruguay                                   | 3 – 0   | Paraguay | Maracanã (Rio de Janeiro)                            |                                                      |
|                 | Francéscoli 28e · Alzamendi 82e · Paz 89e | (1 - 0) |          | Spectateurs : 60 000 Arbitrage : Juan Carlos Loustau | Spectateurs : 60 000 Arbitrage : Juan Carlos Loustau |

| 12 juillet 1989 | Brésil                   | 2 – 0   | Argentine | Maracanã (Rio de Janeiro)                                |                                                          |
|                 | Bebeto 48e · Romário 55e | (0 - 0) |           | Spectateurs : 110 000 Arbitrage : Juan Daniel Cardellino | Spectateurs : 110 000 Arbitrage : Juan Daniel Cardellino |

| 14 juillet 1989 | Uruguay       | 2 – 0   | Argentine   | Maracanã (Rio de Janeiro)                             |                                                       |
|                 | Sosa 38e, 81e | (1 - 0) | Ruggeri 64e | Spectateurs : 45 000 Arbitrage : Arnaldo Cézar Coelho | Spectateurs : 45 000 Arbitrage : Arnaldo Cézar Coelho |

| 14 juillet 1989 | Brésil                        | 3 – 0   | Paraguay | Maracanã (Rio de Janeiro)                              |                                                        |
|                 | Bebeto 16e, 52e · Romário 58e | (1 - 0) |          | Spectateurs : 64 500 Arbitrage : Elías Jácome Guerrero | Spectateurs : 64 500 Arbitrage : Elías Jácome Guerrero |

| 16 juillet 1989 | Argentine | 0 – 0   | Paraguay | Maracanã (Rio de Janeiro)                           |                                                     |
|                 |           | (0 - 0) |          | Spectateurs : 90 000 Arbitrage : Jesús Díaz Palacio | Spectateurs : 90 000 Arbitrage : Jesús Díaz Palacio |

| 16 juillet 1989 | Brésil      | 1 – 0   | Uruguay | Maracanã (Rio de Janeiro)                           |                                                     |
|                 | Romário 49e | (0 - 0) |         | Spectateurs : 170 000 Arbitrage : Hernán Silva Arce | Spectateurs : 170 000 Arbitrage : Hernán Silva Arce |

| Copa América 1989 - Vainqueur Brésil 4e titre |

## Meilleurs buteurs
6 buts
- Bebeto

4 buts
- Rubén Sosa
- Carlos Maldonado

3 buts
- Romário
- Arnoldo Iguarán